# Όrοs Titarοs
Όrοs Titarοs este o arie protejată (arie specială de conservare — SAC, sit de importanță comunitară — SCI) din Grecia întinsă pe o suprafață de 5.417,93 ha, integral pe uscat.

## Localizare
Centrul sitului Όrοs Titarοs este situat la coordonatele 40°10′24″N 22°10′01″E / 40.173271°N 22.167042°E.

## Înființare
Situl Όrοs Titarοs a fost declarat sit de importanță comunitară în aprilie 1997 pentru a proteja 2 specii de plante și 7 specii de animale. Situl a fost protejat și ca arie specială de conservare în martie 2011.

## Biodiversitate
Situată în ecoregiunea mediteraneană, aria protejată conține 6 habitate naturale: Matorral arborescenți cu Juniperus spp., Formațiuni ierboase bogate în specii de Nardus, dezvoltate pe substraturi silicioase în zone montane (și în zone submontane, în Europa continentală), Păduri de fag Luzulo-Fagetum, Păduri de fag Asperulo-Fagetum, Păduri panonice-balcanice de stejar turcesc - stejar sesil, Păduri de Platanus orientalis și Liquidambar orientalis (Platanion orientalis).
La baza desemnării sitului se află mai multe specii protejate:
- plante (2): Dactylorhiza kalopissii subsp. kalopissii, Himantoglossum jankae
- amfibieni (2): izvoraș-cu-burta-galbenă (Bombina variegata), Triturus macedonicus
- mamifere (2): vidră de râu (Lutra lutra), Rupicapra rupicapra balcanica
- reptile (3): Testudo graeca, țestoasă bănățeană (Testudo hermanni), Testudo marginata

Pe lângă speciile protejate, pe teritoriul sitului au mai fost identificate 5 specii de amfibieni, 9 specii de mamifere, 6 specii de reptile.